# Égenjárók (film, 2008)
Az Égenjárók (スカイ·クロラ; Szukai kurora; Hepburn: Sukai kurora; The Sky Crawlers) 2008-ban bemutatott sci-fi anime, disztópia.
A történet Mori Hirosi azonos című regénye alapján készült.
Japánban 2008. augusztus 2-án mutatták be.
Magyarországi bemutató: 2010. március 4.
A film animációját a Production I.G készítette, a főszereplők karaktereit Nisio Tecuja tervezte. A 3D-s, számítógépes animáció a Polygon Pictures stúdió munkája, akik Osii korábbi filmjén, a Ghost in the Shell 2: Innocence-en is dolgoztak.

## Cselekménye
A film cselekménye egy alternatív, földihez hasonló valóságban játszódik. A világban általános béke honol, de az embereknek szüksége van rá, hogy háborúról kapjanak híreket, ezért fiatal pilóták látványos légi csatákat vívnak egymással, amikben ténylegesen meghalhatnak.
A háború nem országok, hanem magánvállalatok között zajlik. A kildren (キルドレ; Hepburn: Kirudore /"kill-dolls") névvel illetett fiatalok 18-20 évesek lehetnek és genetikai módosítás miatt nem öregszenek tovább (igaz, nem is élnek sokáig). A magánvállalatok egyike a Rostock Acélművek, aminek egyik légibázisára a történet elején új pilóta érkezik a meglévő 4-5 pilóta mellé.
Kannami, az új pilóta a régi felől érdeklődik, akinek gépét megkapta, mivel az sértetlennek látszik. Erre nem kap egyenes választ, végül az derül ki, hogy a bázisparancsnok, Kuszanagi (egy szintén fiatal lány, aki maga is pilóta volt) ölte meg.
Amikor egyik társuk meghal, a pilótáknak feltűnik, hogy egy szinte ugyanolyan kinézetű, viselkedésű, világos hajú pilóta érkezik a helyére, aki még az újságot is úgy hajtogatja össze olvasás után, ahogy a korábbi pilóta tette. Kannami azt is furcsállja, hogy nincsenek a saját életéről emlékei. A pilóták rájönnek, hogy ők valamennyien klónok, mivel a cég nem engedheti meg, hogy a meghalt pilóta tapasztalatai elvesszenek, ezért a repüléssel kapcsolatos emlékeket áttöltik az új klón agyába. A légibázison nem folyik kiképzés, csak mindennapos bevetések vannak.
A pilótáknak semmi értelmes szórakozásuk nem akad, ezért a szabadidejükben valamennyien unottan cigarettáznak.
Az ellenséges Lautern cég pilótái között van valaki, akit „a tanár” névvel illetnek, de senki sem tudja, hogy néz ki, mert a vele való találkozás általában végzetes. Állítólag felnőtt az illető. Repülőgépének oldalára egy fekete párduc van felfestve.
Kannami az utolsó alkalommal személyesen „a tanár” ellen indul, akit apjának nevez. Kannami nem tér vissza a bevetésről, helyette a stáblista lefutása után egy új pilóta érkezik a bázisra, akinek az arcát nem mutatják.

## Szereplők
- Kuszanagi Szuito – a légibázis parancsnoka, fiatal lány (magyar hang: Vadász Bea)
- Kannami Júicsi – az új pilóta, aki a történet elején a bázisra érkezik (magyar hang: Markovics Tamás)
- Micuja Midori (magyar hang: Molnár Ilona)
- Tokino Naofumi (magyar hang: Előd Álmos)
- Szaszakura Tova "Mama" (magyar hang: Téglás Judit)
- Judagava Aizu (magyar hang: Gubányi György)
- Kuszumi (magyar hang: Bogdányi Titanilla)
- Fúko (magyar hang: Solecki Janka)

## Zeneszámok
A film zenei anyaga 2008. július 27-én jelent meg Japánban a VAP kiadó gondozásában. Valamennyi dal zeneszerzője Kavai Kendzsi.
1. "Főtéma (bevezető)"
2. "First Sortie"
3. "Sail Away (ének)"
4. "Foo-Ko"
5. "Főtéma (memória)"
6. "Mizuki"
7. "Surprise Attack"
8. "Drive-By-Wire"
9. "Főtéma – affér (hárfa)"
10. "Főtéma – kék hal (orgona)"
11. "Private Sortie"
12. "Second Sortie"
13. "Night Sortie"
14. "March Hare"
15. "Adler Tag"
16. "Krakow"
17. "Főtéma (affér)"
18. "Főtéma (kék hal)"
19. "Final Sortie"
20. "Teacher"
21. "Főtéma (befejezés)"

A stáblista alatt hallható dal a „Konja mo Hosi ni Dakarete”, amit Ajaka énekel, de ez nem került rá a hanglemezre.

## Megjelenés
Az Égenjárókat Japánban a Warner Bros. Japan terjesztette. A nemzetközi terjesztést a Sony Pictures intézte. Az észak-amerikai bemutatót a 2008-as Torontói Nemzetközi Filmfesztiválon jelentették be.
A filmet nevezték Oscar-díjra „legjobb animációs film” kategóriában, 2008-ban.
Az amerikai kiadás különbözik a japán kiadástól abban, hogy az amerikaiból kimaradt a film végén, a stáblista alatt hallható dal, a Konja mo Hosi ni Dakarete (előadó: Ajaka).
A film DVD-n 2009. május 26-án jelent meg Japánban, Magyarországon 2010. december 16-án.

## Fogadtatás
Az Anime News Network B+ értékelést adott a filmnek.
A filmkritikusok véleményét összegző Rotten Tomatoes 78%-ra értékelte 9 vélemény alapján.

## Díjak, jelölések
A film bekerült a 65. Velencei Filmfesztivál, és a 2008-as, 33. Torontói Filmfesztivál hivatalos válogatásába is.
- A 65. Velencei Nemzetközi Filmfesztiválon megkapta a „Future Film Festival Digital Award” díjat.

2008-ban a film versenyzett a spanyolországi Sitges Nemzetközi Filmfesztiválon (Sitges Festival Internacional de Cinema de Catalunya), ahol három díjat nyert:
- Jose Luis Guarner kritikusi díj
- „legjobb filmzene”: Kavai Kendzsi kapta meg
- Carnet Jove zsűri díja: „a legjobb film fiatal nézők számára”[10]
- 2009: Mainicsi filmdíj – „legjobb animációs film”

A film bekerült a Helsinki Nemzetközi Filmfesztivál, és a Stockholmi Nemzetközi Filmfesztivál   hivatalos válogatásába is.
Az International Press Academy jelölte „a legjobb film” kategóriában.

## További alkotók
- Mechanikai tervezés: Takeucsi Acusi
- Művészeti igazgató: Nagai Kazuo
- Művészeti beállítások: Vatanabe Takasi
- Színtervezés: Jusza Kumiko
- Látványelemek: Ezura Hiszasi
- CGI felügyelő: Hajasi Hirojuki
- Hangrendező: Vakabajasi Kazuhiro
- Főgyártásvezető: Kavagucsi Tóru
- Animációs munkák: Production I.G
- Gyártás: Sky Crawlers Production Committee (Nippon TV, Production I.G, Bandai Visual, Warner Brothers, D-Rights, VAP, Yomiuri Telecasting Corporation, Hakuhodo DY Media Partners, D.N. Dream Partners, Jomiuri Sinbun, Chūōkōron-shinsha, Hochi Shimbun)
- Terjesztés: Warner Bros. Japan

Forrás:

## Érdekesség
- Osii Mamoru rendező „ismertetőjegye”, egy Basset hound is van a filmben, bár különösebb szerepe nincsen.
- Az összes pilóta és a bázisparancsnok is szinte állandóan dohányzik.
- A pilóták és a környezet európai jellegű.
- Csak néhány újságon és a cigarettásdobozokon látható japán felirat, a többi felirat angol nyelvű.
- A Rostock légibázisról felszálló repülőgépeknek elöl kacsaszárnya van, a gépet duplalapátos, koaxiális légcsavar hajtja meg, ami a pilóta mögött található. A légcsavarnak kétszer három lapátja van, amik szorosan egymás mögött, egymással ellentétesen forognak.
- A repülőgépeken csak géppuska van, rakéta nincsen. A géppuska a géppel együtt mozog, a célzás célkereszttel történik.

## Videójáték
A film történetén alapuló, Wii platformos játék 2008-ban jelent meg Japánban The Sky Crawlers: Innocent Aces címmel.
Osii Mamoru és Mori Hirosi is részt vett tanácsadóként a játék fejlesztésében.

## Fordítás
- Ez a szócikk részben vagy egészben  a   The Sky Crawlers (film) című angol Wikipédia-szócikk fordításán alapul.  Az eredeti cikk szerkesztőit annak laptörténete sorolja fel. Ez a jelzés csupán a megfogalmazás eredetét és a szerzői jogokat jelzi, nem szolgál a cikkben szereplő információk forrásmegjelöléseként.